# St. Sigmund im Sellrain
St. Sigmund im Sellrain is een gemeente in het district Innsbruck Land van de Oostenrijkse deelstaat Tirol.
St. Sigmund is qua oppervlakte de grootste gemeente in het Sellraintal. Het is bovendien de hoogst gelegen gemeente in het district Innsbruck Land. Het gemeentegebied omvat het zogenaamde Obertal tussen de kernen Kreuzlehen en Haggen en het achterste deel van het Lüsenstal, dat vanaf Gries im Sellrain te bereiken is.
Het achterste deel van het Lüsenstal, met de plaatsen Praxmar en Lüsens is een geliefd ski- en wandelgebied. St. Sigmund leeft van het toerisme. Het wintertoerisme speelt daarbij de belangrijkste rol, mede door de nabije ligging van het wintersportoord Kühtai.

## Geschiedenis
St. Sigmund was een rustplaats aan de verbindingsweg tussen het Inndal en het middelste gedeelte van het Ötztal. In 1817 en 1970 werd de gemeente geteisterd door grote lawines. Als gevolg hiervan werd in de jaren 1971 en '72 de woonkern Alt-Peida verplaatst en dicht bij de kerk van St. Sigmund als Neu-Peida weer opgebouwd.